# Willy and the Poor Boys
Willy and the Poor Boys je čtvrté studiové album americké rockové skupiny Creedence Clearwater Revival. Jeho nahrávání probíhalo během roku 1969 ve Fantasy Studios v kalifornském městě Berkeley. Album pak vyšlo v listopadu téhož roku u vydavatelství Fantasy Records jako poslední album skupiny, vydané v tomto roce. V předešlých měsících vyšla ještě alba Bayou Country (leden) a Green River (srpen). V žebříčku 500 nejlepších alb všech dob amerického časopisu Rolling Stone se album umístilo na 392. příčce.

## Seznam skladeb
| Pořadí         | Název                               | Délka |
| -------------- | ----------------------------------- | ----- |
| 1.             | Down on the Corner                  | 2:46  |
| 2.             | It Came Out of the Sky              | 2:53  |
| 3.             | Cotton Fields                       | 2:56  |
| 4.             | Poorboy Shuffle                     | 2:25  |
| 5.             | Feelin' Blue                        | 5:06  |
| 6.             | Fortunate Son                       | 2:19  |
| 7.             | Don't Look Now (It Ain't You or Me) | 2:11  |
| 8.             | The Midnight Special                | 4:13  |
| 9.             | Side o' the Road                    | 3:24  |
| 10.            | Effigy                              | 6:26  |
| Celková délka: | Celková délka:                      | 34:31 |

| Bonusy na reedici z roku 2009 | Bonusy na reedici z roku 2009                                    | Bonusy na reedici z roku 2009 |
| Pořadí                        | Název                                                            | Délka                         |
| ----------------------------- | ---------------------------------------------------------------- | ----------------------------- |
| 11.                           | Fortunate Son (koncertní nahrávka)                               | 2:13                          |
| 12.                           | It Came Out of the Sky (koncertní nahrávka)                      | 3:26                          |
| 13.                           | Down on the Corner (jam se členy skupiny Booker T. & the M.G.'s) | 2:49                          |

## Obsazení
Creedence Clearwater Revival
- John Fogerty – zpěv, harmonika, kytara
- Tom Fogerty – kytara
- Stu Cook – baskytara
- Doug Clifford – bicí

Ostatní
- Booker T. Jones – varhany (13)
- Steve Cropper – kytara (13)
- Donald „Duck“ Dunn – baskytara (13)
- Al Jackson, Jr. – bicí (13)